# اتوروهنگا
اتوروهنگا (به لاتین: Otorohanga) یک سکونتگاه مسکونی در نیوزیلند است که در وایکاتو واقع شده‌است.

## خصوصیات
اتوروهنگا ۲٬۵۹۲ نفر جمعیت دارد.